# Andrej Baša
Andrej Baša (Ljubljana, Slovenija, 10. veljače 1950.), hrvatski glazbenik iz Rijeke. 
Glazbeno se školovao na Akademiji za glazbu u Ljubljani. Svira klavijature. Poznat kao skladatelj, tekstopisac, aranžer, voditelj i glazbeni producent. Direktor je hrvatskog glazbenog festivala Melodije Istre i Kvarnera. Umjetnički direktor Hrvatskog dječjeg festivala i festivala mladih u New Yorku (2000 - 2012). Vlasnik je i voditelj tonskog studia AB u Rijeci i diskografske etikete Melody. Svirao u Grupi 777. Njegovim dolaskom počela je prava popularnost i diskografska djelatnost grupe. Jedno je od najvećih imena hrvatske zabavne glazbe. Surađivao s mnogim poznatim hrvatskim glazbenicima. Mnoge Bašine skladbe i njihovi izvođači dobivali su nagrade.

## Vanjske poveznice
- ZAMP: Pregled 983 djela Andreja Baše